# كرة السلة في الألعاب الأولمبية الصيفية 2016 – مسابقة السيدات

شعار الألعاب الأولمبية.

بدأت بطولة السيدات في كرة السلة في دورة الألعاب الأولمبية الصيفية 2016 في ريو دي جانيرو في 6 أغسطس وإنتهت في 21 أغسطس 2016.